# 파로스 대리석

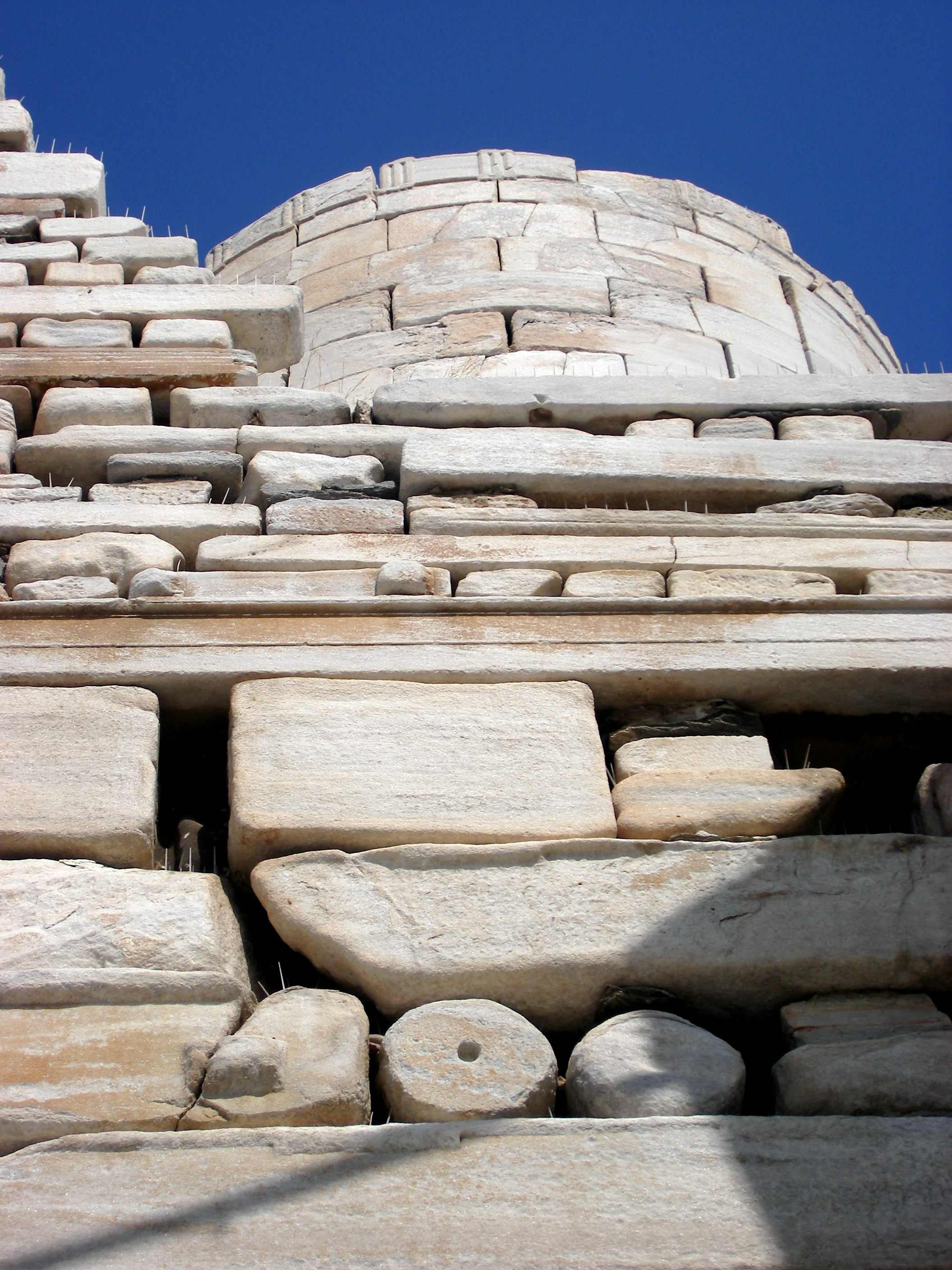
파로스섬 파리키아의 베네치아 점령기 요새

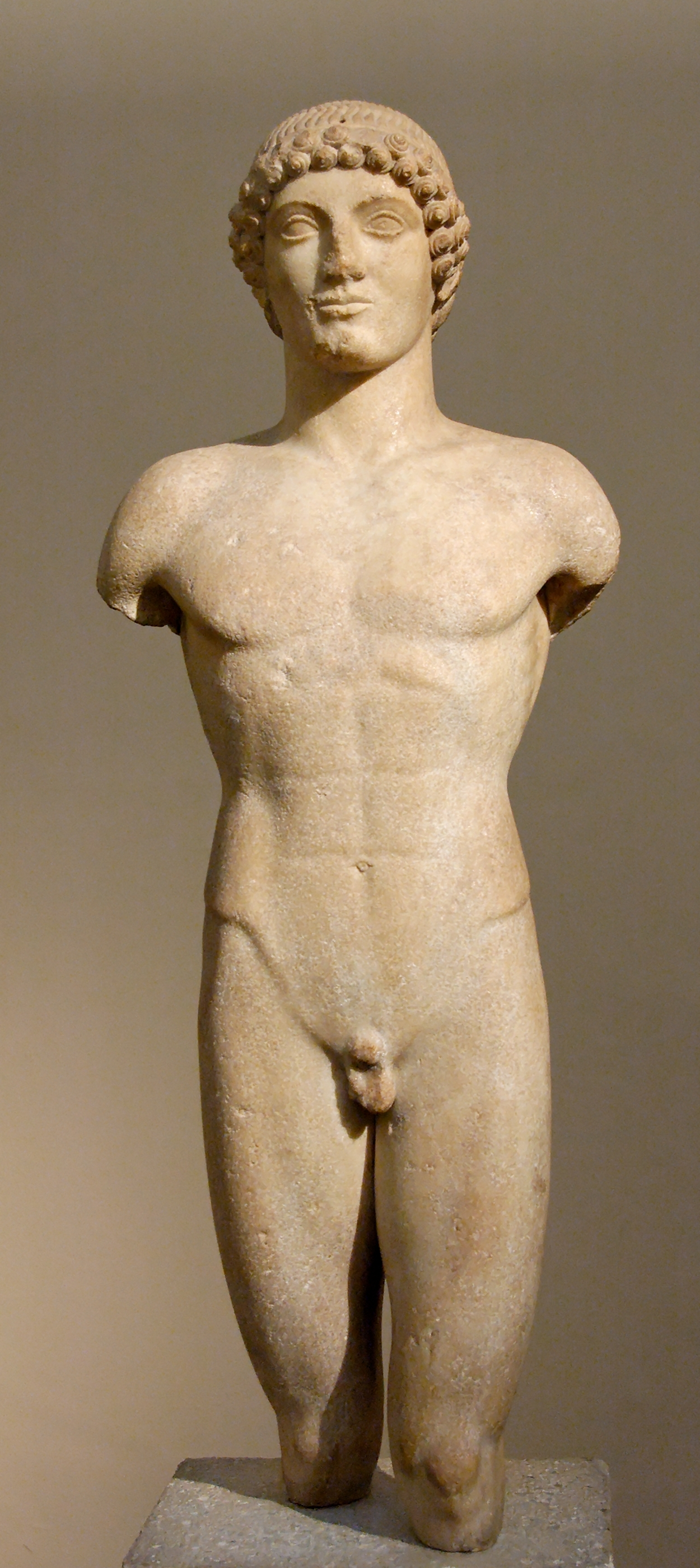
파로스 대리석으로 제작된 《스트랭퍼드 아폴로상》

파로스 대리석(영어: Parian Marble)은 그리스 키클라데스 제도의 파로스섬에서 나는 고품질의 대리석이다. 초미세 입자로 구성되어 순백색에 깔끔한 조형이 가능하기 때문에 고대부터 사랑받았으며 수많은 대리석상의 소재로 쓰였다.

## 역사
파로스의 대리석 채석장은 기원전 6세기에 번성을 이루었으며 고대 그리스와 고대 로마의 수많은 조각가들이 애용했던 대리석이다. 파로스 대리석을 쓴 작품 가운데 가장 유명한 것은 파이오니오스의 승리 (기원전 5세기경), 데스피니스 두상 (4세기), 밀로의 비너스 (기원전 2세기)가 대표적이다.
고대 그리스 이후 19세기부터 다시 한번 채취가 이뤄졌으며, 나폴레옹의 무덤에도 이 대리석이 쓰였다. 그러나 남아있는 맥으로는 대형 석재를 채취할 수 없어 옛날처럼 큰 조각상에 활용할 수는 없었고, 섬에서 조달한다는 문제까지 더해져 가격이 상당히 비싸지게 되었다.

## 지질학
파로스섬은 이웃한 낙소스섬과 마찬가지로 '아티카-키클라데스'라는 기반암에 속해 있다. 아티카-키클라데스 기반암은 아티키, 에비아섬 남부, 키클라데스 제도 일대를 아우르는 변성암으로, 지금으로부터 약 4000만~4500만 년 전 (에오세) 지면으로부터 40~45km 지하에서 형성되었다. 이후 약 2000만년 전 (올리고세)부터 마그마 상태의 화강암과 함께 지표면으로 노출되었으며, 1,700만년 전에는 화강섬록암이 솟아올랐다. 오늘날 파로스섬은 지질학적으로 주로 화강암으로 이루어진 가운데, 석회암이 대리석으로 변형된 지역이 많다.

## 참고 문헌
- Koukas, G. (2007). 《Paros et Antiparos d'hier et aujourd'hui.》 (프랑스어). Athènes: Toubi's. ISBN 978-960-540-132-0.
- Kourayos, Yannis (2004). 《Paros, Antiparos》 (영어). Athènes. 119쪽. ISBN 960-500-435-6.
- Malamut, Élisabeth (1988). 《Les îles de l'Empire byzantin, 틀:Sp-》 (프랑스어). Paris: Byzantina Sorbonensia 8. 712쪽. ISBN 2-85944-164-6.
- Neils, Jenifer (2006). 《The Parthenon Frieze》 (영어). Cambridge: Cambridge University Press. 316쪽. ISBN 978-0-521-68402-6.
- Mousteraki, Regina. 《Paros, Antiparos.》 (프랑스어). Athènes: Adam Editions. ISBN 978-960-500-131-5.

## 같이 보기
- 펜텔리콘 대리석
- 카라라 대리석